# Periyakodiveri
Periyakodiveri è una suddivisione dell'India, classificata come town panchayat, di 11.444 abitanti, situata nel distretto di Erode, nello stato federato del Tamil Nadu. In base al numero di abitanti la città rientra nella classe IV (da 10.000 a 19.999 persone).

## Geografia fisica
La città è situata a 11° 30' 05 N e 77° 17' 53 E.

## Società

### Evoluzione demografica
Al censimento del 2001 la popolazione di Periyakodiveri assommava a 11.444 persone, delle quali 5.821 maschi e 5.623 femmine. I bambini di età inferiore o uguale ai sei anni assommavano a 985, dei quali 508 maschi e 477 femmine. Infine, coloro che erano in grado di saper almeno leggere e scrivere erano 6.719, dei quali 3.894 maschi e 2.825 femmine.